# José Alberto Martínez
Pour les articles homonymes, voir José Martínez et Martínez.
Martínez  Trinidad est un nom espagnol. Le premier nom de famille, en général paternel, est Martínez ; le second, en général maternel, souvent omis, est Trinidad.
José Alberto Martínez Trinidad, né le 10 septembre 1975 à Saint-Sébastien (Espagne), est un coureur cycliste espagnol, professionnel de 1998 à 2007.

## Biographie
José Alberto Martínez commence sa carrière professionnelle en 1998 dans l'équipe basque Euskaltel-Euskadi. Il se distingue pour la première fois l'année suivante sur le Grand Prix du Midi libre, où il remporte une étape et la troisième place du classement général. Spécialiste du contre la montre, il se distingue notamment sur le Critérium international, qu'il remporte en 2002 devant Lance Armstrong, après avoir terminé 2e en 2001. Il termine sa carrière en 2007 dans l'équipe française Agritubel, avec laquelle il remporte l'étape contre la montre du Critérium international en 2006, avec une seconde seulement d'avance sur le vainqueur du classement général, Ivan Basso, ainsi que le Tour de Bavière.

## Palmarès

### Palmarès amateur
- 1994
  - Mémorial Gervais
- 1995
  - Mémorial Gervais
- 1996
  - Classement général du Tour du Goierri
  - 4e étape du Tour de Navarre
  - Mémorial Gervais
  - 2e du championnat d'Espagne du contre-la-montre espoirs
- 1997
  - 3e du championnat d'Espagne du contre-la-montre espoirs

### Palmarès professionnel
| - 1999 - 4e étape du Grand Prix Jornal de Notícias - 1re étape du Grand Prix du Midi libre - 2e du Grand Prix Jornal de Notícias - 2e de la Bicyclette basque - 3e du Grand Prix du Midi libre - 2000 - 4e étape du Gran Premio Internacional Telecom - 1re étape du Tour de Burgos - 2e du Gran Premio Internacional Telecom - 3e du Tour de la Communauté valencienne - 3e du Tour de Murcie - 2001 - 2e du Critérium international - 2e du Tour du Pays basque | - 2002 - Classement général du Critérium international - 2004 - 5e de la Classique de Saint-Sébastien - 2005 - Classic Loire-Atlantique - 2006 - 3e étape du Critérium international (contre-la-montre) - Classement général du Tour de Bavière |  |

## Résultat sur les grands tours

### Tour de France
1 participation
- 2006 : abandon (12e étape)

### Tour d'Espagne
5 participations
- 2000 : abandon
- 2001 : 28e
- 2002 : 112e
- 2003 : 31e
- 2004 : abandon (17e étape)